# Campeonato de España de Atletismo en pista cubierta de 1967
El III Campeonato de España de Atletismo en pista cubierta, se disputó el día 11 de febrero de 1967 en las instalaciones deportivas de Palacio de los Deportes, Madrid, España.

## Resultados

### Hombres
| Evento              | Oro                              | Plata                     | Bronce                         |
| ------------------- | -------------------------------- | ------------------------- | ------------------------------ |
| 50 m                | José Luis Sánchez Paraíso 5.7    | Lorenzo Riezu 5.7         | Juan Carlos Jones 5.7          |
| 600 m               | Enrique Bondía 1:21.1            | Alfonso Gabernet 1:21.4   | Francisco Rodríguez 1:22.5     |
| 1000 m              | Alberto Esteban 2:27.3           | Teodoro Barrio 2:30.0     | José Ramón Vega 2:30.4         |
| 2000 m              | José María Morera 5:19.4         | Lorenzo Gutiérrez 5:25.0  | Manuel Porta 5:30.8            |
| 55 m vallas         | Rafael Cano 7.6 =                | Manuel Ufer 7.7           | José María Carrasco 7.7        |
| Salto de altura     | Juan Antonio Chacón 1,90         | Jesús López 1,85          | José Antonio Martín 1,85       |
| Salto con pértiga   | Ignacio Sola 4,40                | Miguel Consegal 4,20      | Antonio Mateo 4,10             |
| Salto de longitud   | César Suárez de Centi 7,49       | Jacinto Segura 7,30       | Ignacio Martínez de Osaba 7,16 |
| Lanzamiento de peso | Alberto Díaz de la Gándara 15,98 | Manuel Ruiz Parajón 15,11 | Antonio Herrería 14,58         |

### Mujeres
| Evento              | Oro                        | Plata                         | Bronce                       |
| ------------------- | -------------------------- | ----------------------------- | ---------------------------- |
| 50 m                | Isabel Montaña 6.6         | Mercedes Morales 6.7          | Albina Gallo 6.7             |
| 500 m               | María Teresa Torres 1:24.0 | María Teresa Castañeda 1:24.5 | Eila Amieiro 1:24.5          |
| 50 m vallas         | Pilar Fanlo 7.8            | María del Carmen Paredes 7.8  | María Jesús Sánchez 8.0      |
| Salto de altura     | Sagrario Aguado 1,45       | Mercedes Morales 1,45         | María José Ruiz 1,45         |
| Salto de longitud   | Cristina Alonso 5,17       | María Vicenta Tarantino 5,14  | Rosa María García 5,07       |
| Lanzamiento de peso | Concepción Laso 11,16      | Amparo Betes 10,33            | María del Carmen Guembe 9,82 |

## Récords batidos
| Tipo              | Sexo    | Prueba      | Marca             | Atleta                             |
| ----------------- | ------- | ----------- | ----------------- | ---------------------------------- |
| Récords de España | Mujeres | 50 m vallas | Pilar Fanlo       | 7.8                                |
| Récords de España | Mujeres | 50 m        | Mercedes Morales  | 6.5 (iguala récord en semifinales) |
| Récords de España | Hombres | 50 m vallas | Rafael Cano       | 7.6 (iguala récord en la final)    |
| Récords de España | Hombres | 50 m        | Juan Carlos Jones | 5.6 (iguala récord en semifinales) |